# Саррагаши
Саррагаши́ (фр. Sarragachies) — коммуна во Франции, находится в регионе Юг — Пиренеи. Департамент — Жер. Входит в состав кантона Эньян. Округ коммуны — Миранд.
Код INSEE коммуны — 32414.

## География
Коммуна расположена приблизительно в 610 км к югу от Парижа, в 125 км западнее Тулузы, в 55 км к западу от Оша.
На юге коммуны протекает река Адур.

## Климат
Климат умеренно-океанический. Лето жаркое и немного дождливое, температура часто превышает 35 °С. Зимой часто бывает отрицательная температура и ночные заморозки. Годовое количество осадков — 700—900 мм.

## Население
Население коммуны на 2010 год составляло 254 человека.
| 1962 | 1968 | 1975 | 1982 | 1990 | 1999 | 2010 |
| ---- | ---- | ---- | ---- | ---- | ---- | ---- |
| 303  | 312  | 319  | 296  | 271  | 265  | 254  |

## Администрация
| Период | Период | Фамилия     | Партия | Примечания |
| ------ | ------ | ----------- | ------ | ---------- |
| 2001   | 2014   | Бернар Дюфо |        |            |
| 2014   | 2020   | Роллан Даст |        |            |

## Экономика
В 2010 году среди 134 человек трудоспособного возраста (15-64 лет) 98 были экономически активными, 36 — неактивными (показатель активности — 73,1 %, в 1999 году было 68,9 %). Из 98 активных жителей работали 96 человек (51 мужчина и 45 женщин), безработных было 2 (1 мужчина и 1 женщина). Среди 36 неактивных 6 человек были учениками или студентами, 18 — пенсионерами, 12 были неактивными по другим причинам.

## Достопримечательности
- Церковь Св. Варфоломея в романском стиле (XI век)
- Виноградник XIX века. На нём растёт 600 кустов непривитой лозы около двадцати различных сортов. Исторический памятник с 2012 года[4]